# District de Tuira
Le district de Tuira (en finnois : Tuiran suuralue) est un district  de la ville d'Oulu en Finlande. 

## Description
Le district a 8 816 habitants (1.1.2013)
 
et 2 442 emplois (31.12.2009)
.